# Cenicero
Cenicero is een gemeente in de Spaanse provincie en regio La Rioja met een oppervlakte van 31,76 km². Cenicero telt 2.013 inwoners (1 januari 2016).